# Joaquim Salvi Mas
Joaquim Salvi Mas és un enginyer i professor català, elegit rector de la Universitat de Girona el 2017. Llicenciat en informàtica per la Universitat Politècnica de Catalunya i doctor en Enginyeria Industrial -Premi Extraordinari d'Enginyeria- per la Universitat de Girona. Catedràtic d'Universitat del Departament d'Arquitectura i Tecnologia de Computadors i Investigador del grup de recerca en Visió per Computador i Robòtica, VICOROB de la Universitat de Girona. Professor visitant del Ocean Systems Lab de la Universitat de Heriot-Watt (UK). Investigador principal de diversos projectes de recerca competitius i de transferència de tecnologia a nivell nacional i europeu en visió per computador i robòtica submarina.
Ha sigut soci fundador de les empreses AQSense i BonesNotes. Ha estat el director de l'Escola Politècnica Superior de la Universitat de Girona des del 2011 fins al 2017. Va ser escollit rector de la Universitat de Girona el 30 de novembre de 2017.